# Arte techno

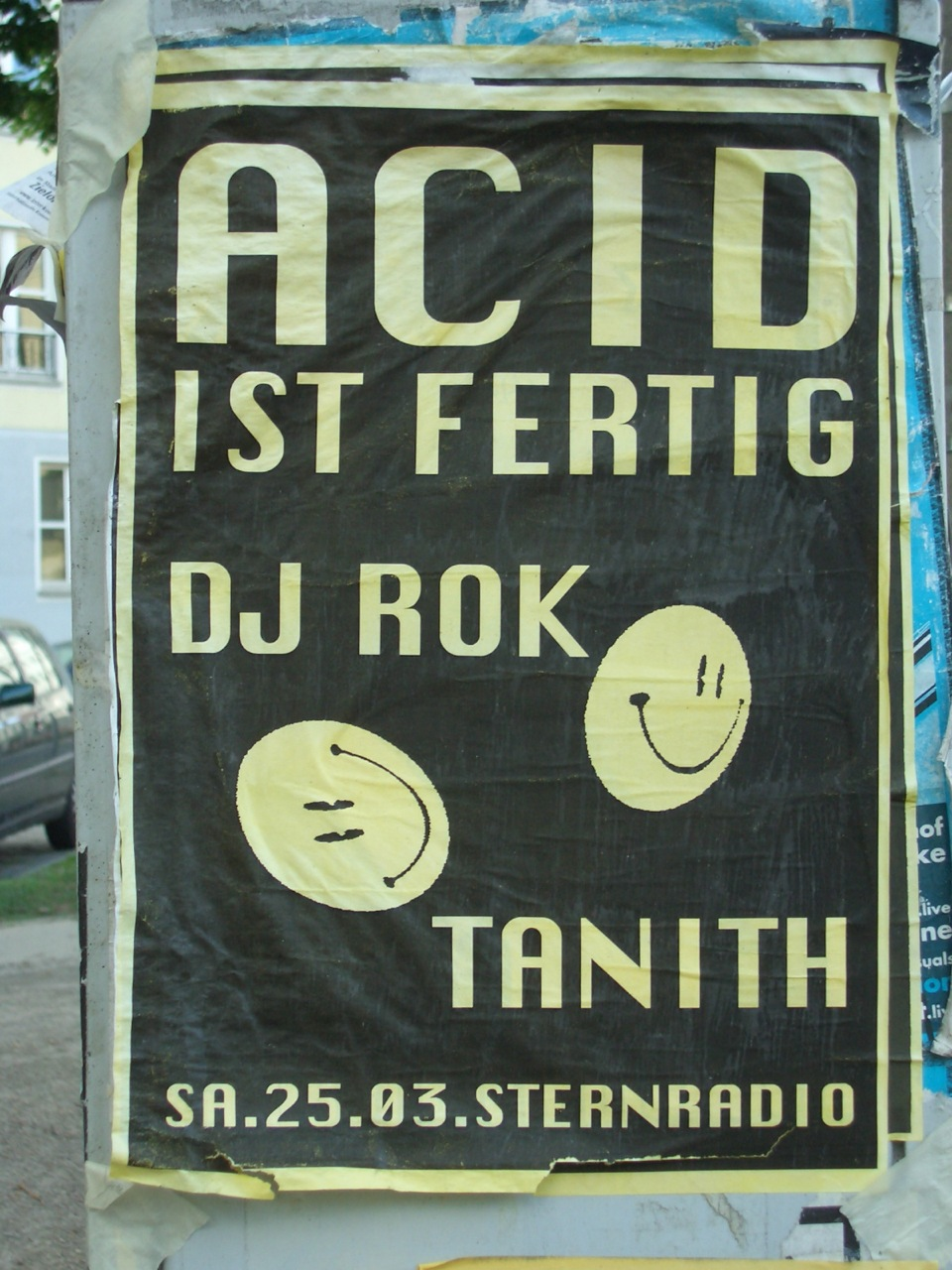
El smiley, uno de los símbolos de la escena techno.

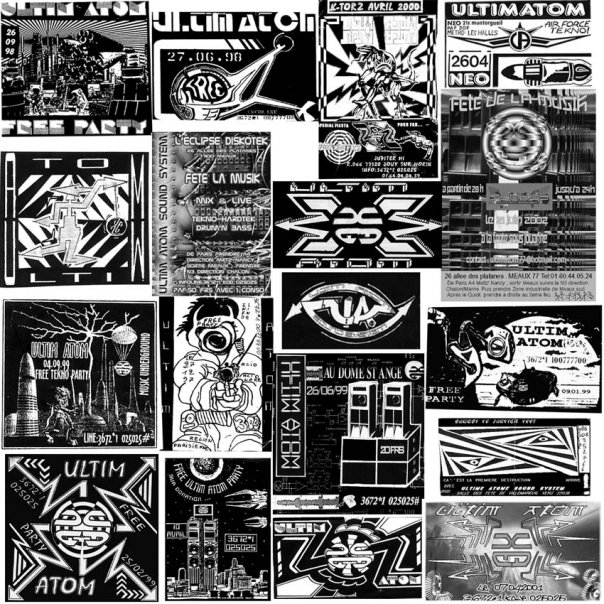
Varios flyers de teknivales en Estados Unidos.

El término arte techno (también conocido como Techno-Art) hace referencia a aquellas formas de arte directamente relacionadas con la escena techno. Los artistas de esta escena se identifican con ella y pretenden llevar un estilo de vida acorde con lo que expresan en su obra, que a menudo se manifiesta a través de dibujos, gráficos, animaciones o portadas, así como figuras de metal futuristas.
Otra de las formas más primitivas y generalizadas del arte techno es el folleto, del cual se sirven los artistas también para anunciar fiestas y otros eventos. Destacan, además, la decoración, las proyecciones y las exposiciones en raves y eventos de índole techno. Así, artistas de Berlín como Gecco o Skudi Optics han conseguido popularidad gracias a sus proyecciones experimentales y a gran escala.

## Historia

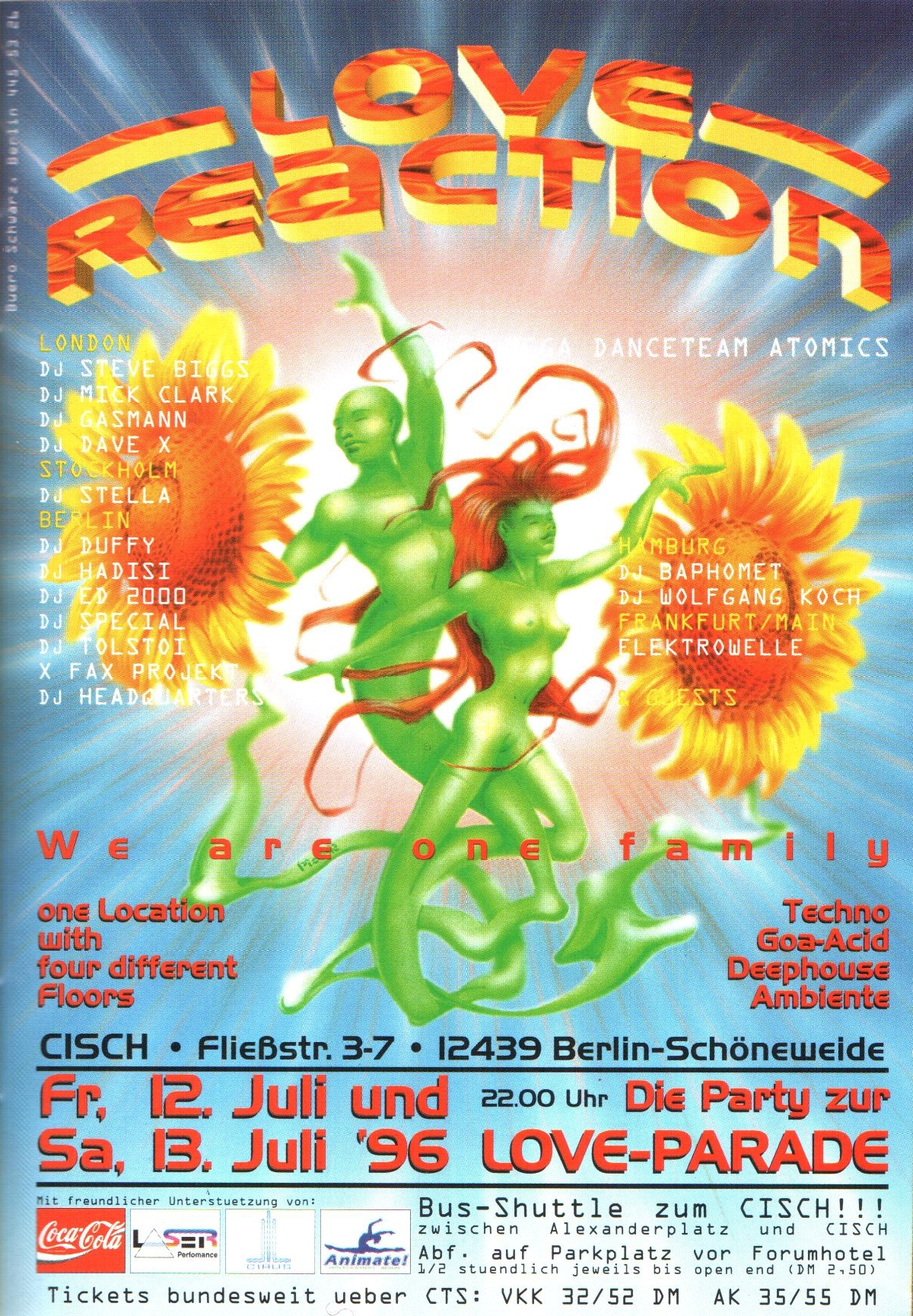
Póster del Love Parade de 1996.

A medida que el techno fue emergiendo poco a poco de la cultura underground y los sellos discográficos comenzaron a plantearse su distribución comercial, surgieron a principios de los años 1990 los primeros videoclips animados por ordenador, que se encuentran entre sus predecesores, la serie 3Lux, y sus sucesores, X-Mix.
La primera gran exposición dedicada exclusivamente al arte techno fue Chromapark, celebrada en la sala E-Werk de Berlín.
La editorial berlinesa Gestalten publicó ya a principios de los años 1990 los primeros libros que trataban el arte techno en términos generales.
Entre las revistas del panorama techno, Frontpage y su entonces diseñador gráfico Alexander Branczyk tuvieron un papel decisivo en la creación y el diseño de contenido. 
En sus inicios, el arte techno se caracterizaba únicamente por collages multicolores, el arte naíf, objetos sencillos geométricos en 3D, así como textos de tipografía de difícil legibilidad. También se utilizaban de manera irónica fotografías de décadas anteriores para crear una nueva cultura revolucionaria. Con el desarrollo técnico y la nueva mentalidad en el panorama techno, alejada del pensamiento de «Citius altius fortius» (más rápido, más alto, más fuerte), la creciente representación artística  se concentraba  en diseños minimalistas menos coloridos, así como en animaciones realistas en 3D. 
En el movimiento Freetekno todavía se siguen creando folletos sencillos que, por el contrario, juegan con frecuencia con los colores blanco y negro y con patrones psicodélicos que dan como resultado trazados que se asemejan a arabescos distorsionados. En ellos se incluye información semioculta sobre el evento que se anuncia. 
Se suelen utilizar motivos relacionados con las Techno-Partys, máquinas ficticias y robots, en las que se transmite una sensación de oscuridad que llega hasta lo demoníaco. Algunos elementos típicos y muy recurrentes son máscaras de gas, calaveras, figuras mutantes y equipamiento técnico (por lo general bafles y tocadiscos). El fondo es generalmente oscuro y está destinado a proporcionar una sensación mecánico-industrial. Tales patrones y gráficos se dibujan en varios tipos de telas y se utilizan como decoración en eventos o impresos en sudaderas.

## Goa

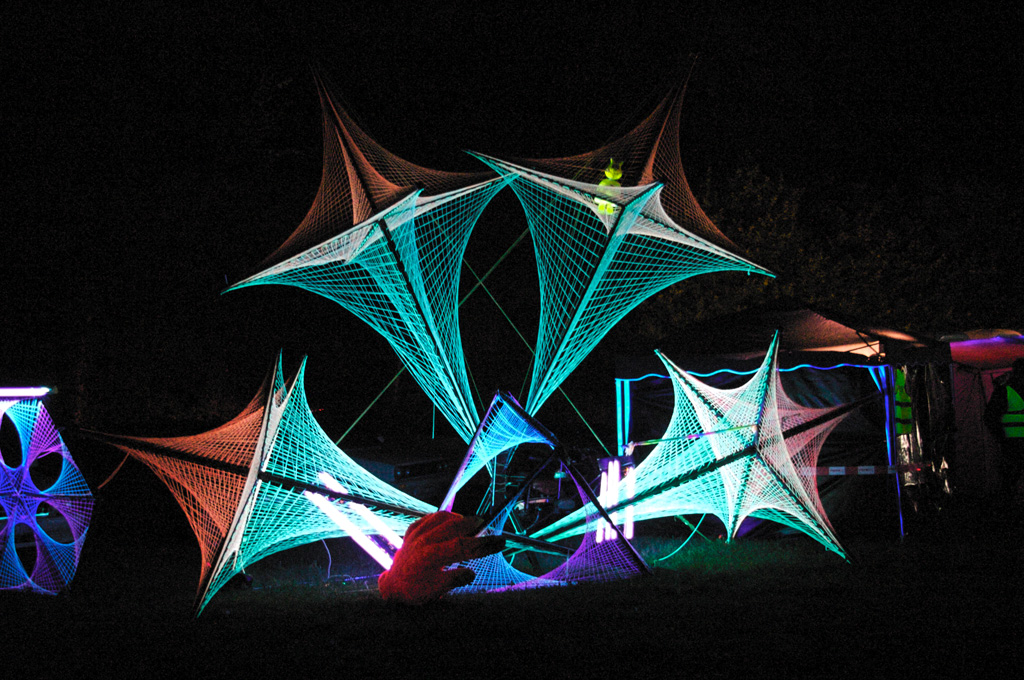
Instalación de arte en una Goa-Party

En la escena de Goa y Psytrance, parientes del arte techno, ya se establece antes de los años 1990 una propia forma de arte en espectáculos, folletos y portadas bajo la influencia de las drogas psicoactivas.  La representación artística se refiere en la mayoría de los casos a la naturaleza, la espiritualidad, muestras coloridas y psicodélicas o fractales y motivos étnicos religiosos que a menudo provienen del hinduismo, shivaismo o budismo y muestran una referencia al movimiento hippie.
Las Goa-Partys son generalmente espectáculos que tienen lugar al aire libre e incluyen decoración de setas alucinógenas hechas de cartón piedra con mucho cariño, objetos de hilo de dos o tres dimensiones o telas tintadas de varios colores y a menudo se utilizan también objetos de colores fluorescentes que brillan con luz negra.

## Artistas conocidos
- Bianca Strauch
- Bringmann & Kopetzki
- Jim Avignon
- Stellmacher & Jensen
- Elsa for Toys